# Ermanno Righetto
Ermanno Righetto (Genova, 9 marzo 1932) è un ex calciatore italiano, di ruolo centrocampista.

## Carriera
Ala, partecipò per due stagioni al campionato di Serie A con la maglia della Sampdoria.